# Maciej Gostomski
Maciej Gostomski (Kartuzy, 27 settembre 1988) è un calciatore polacco, portiere del Wisła Płock.

## Carriera
A febbraio del 2011 firma un contratto annuale con il Bałtyk Gdynia. Il 3 gennaio 2016, dopo che il contratto con il Lech Poznań era scaduto, ha firmato un contratto di sei mesi con i Rangers Glasgow.
Il 23 marzo 2019 è stato reso noto il suo passaggio ai norvegesi dell'Haugesund, a cui si è legato con un contratto annuale.
Il 28 gennaio 2020 ha fatto ritorno in Polonia per giocare nel Bytovia Bytów.

## Palmarès

### Club

#### Competizioni nazionali
- Campionato polacco: 1

Lech Poznań: 2014-2015
- Supercoppa di Polonia: 1

Lech Poznań: 2015
- Scottish Championship: 1

Rangers: 2015-2016
- Scottish Challenge Cup: 1

Rangers: 2015-2016